# Bank Leumi
Bank Leumi (hebräisch בַּנְק לְאֻמִּי Bank Ləʾummī, deutsch ‚Nationale Bank‘, Plene בנק לאומי; Aussprache: Leʾumí) ist die traditionsreichste israelische Bank. Sie geht auf die ersten Zionistenkongresse in Basel von 1897 und in den Folgejahren zurück. 
Das Unternehmen ist im TA-100 Index an der Tel Aviv Stock Exchange gelistet.

## Geschichte
Am 27. Februar 1902 gründete Theodor Herzl die Anglo Palestine Company (APC) zusammen mit anderen Mitgliedern der zionistischen Bewegung in London. Er hatte bereits 1897 die Gründung einer Jüdischen Kolonialbank in Basel angeregt und konnte sie 1899 mit größten Anstrengungen persönlicher und finanzieller Art unter dem Namen Jewish Colonial Trust (JCT) in London gründen lassen (Tag der Registrierung: 22. März 1899). Direktor des JCT von 1899 bis 1923 war Nissan Katzenelson, ein russisch-jüdischer Physiker und Bankier aus Libau. Der JCT sollte das Hauptinstrument zur Durchsetzung der jüdischen Ansiedlung im größeren Maßstab im damaligen Palästina werden. Als Tochterfirma wurde 1902 die Anglo-Palestine Bank gegründet. Sie konnte ihren historischen Auftrag erfüllen.
Am 26. Juli 1903 eröffnete das Institut seine erste Niederlassung in Jaffa, mit Zalman David Levontin als Direktor. Bis 1914 wurden gegen den Widerstand des Osmanischen Reiches zahlreiche weitere Filialen in Jerusalem, Beirut, Haifa, Hebron, Tiberias und Gaza gegründet. Die APC ermöglichte die Expansion der ersten jüdischen Städte und Siedlungen in Palästina.
Nach dem Ausbruch des Ersten Weltkrieges musste die Bank ihre Filialen schließen, konnte aber im spanischen Generalkonsulat in Jerusalem weiterhin Geschäfte machen. Nach dem Krieg hat sich die Bank an allen größeren Investitionen in Palästina beteiligt.

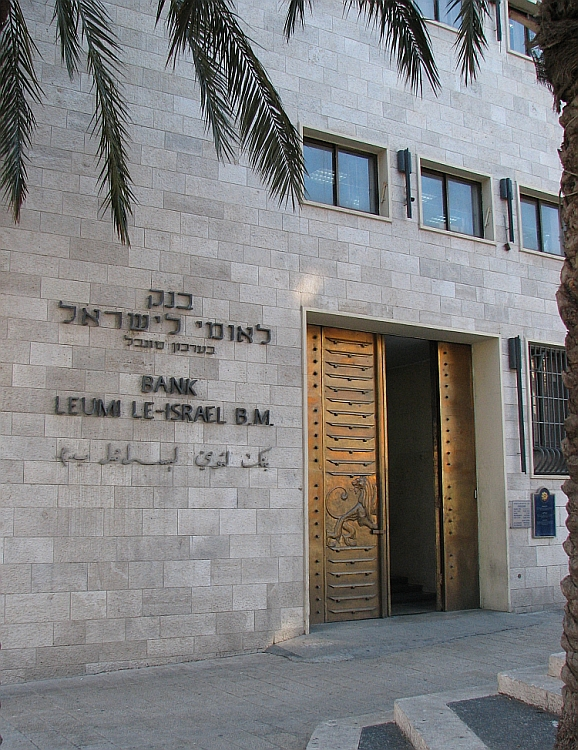
Eingang zur Hauptfiliale an der Jaffa-Straße in Jerusalem

Nach der Gründung des Staates Israel wurde die APC mit dem Aufbau und der Überwachung eines Währungssystems beauftragt und übernahm die Aufgaben einer Zentralbank. Da der Sitz der Bank noch immer London war, wurde eine israelische Bank mit dem Namen Bank Leumi Le'Israel gegründet. Diese übernahm 1951 alle Aktiva und Verpflichtungen der APC.
1954 wurde die Bank von Israel gegründet und übernahm die Funktion als Notenbank. Bank Leumi wurde damit zur reinen Geschäftsbank. Zum Direktorium der Bank Leumi gehörte von 1956 bis 1961 der Jurist und Bankenberater Itzhak Ernst Nebenzahl (* 1907 in Frankfurt am Main), der von 1957 bis 1961 Vorsitzender des Rats und Ausschusses der Bank of Israel und ab 1961 Staatskontrolleur Israels war.
Der Leitungsausschuss der Bank ernannte am 30. Juni 2019 Samer Hadsch-Jehida zum neuen Vorstandsvorsitzenden. Damit übernimmt erstmals in der Geschichte Israels ein Araber die Leitung einer größeren Bank des Landes.

## Positionierung auf dem Markt
Bank Leumi ist nach Bank Hapoalim die zweitgrößte Bank Israels. Sie hat Tochtergesellschaften in den USA, der Schweiz und Großbritannien und Niederlassungen in 19 Ländern (2004):
- Bank Leumi USA
- Bank Leumi (UK) plc
- Bank Leumi (Switzerland) Ltd.
- Bank Leumi (Luxembourg) S.A.
- Bank Leumi Romania S.A.
- Bank Leumi (Jersey) Ltd.
- Leumi (Latin America) S.A.

Die Aktiva der Bank Leumi belaufen sich auf 57,6 Mrd. Dollar (2005). Im ersten Halbjahr 2005 erwirtschaftete sie einen Nettogewinn von 241 Mio. Dollar.

## Anteilseigner
Die Kontrollmehrheit an der Bank Leumi hat sich im November 2005 der US-amerikanische Investor Barnea Investments gesichert, der aus den Beteiligungsunternehmen Cerberus Capital Management und Gabriel Capital besteht. Der Rest der Aktien befindet sich in Streubesitz.